# Fredrikke Nielsen
Fredrikke Nielsen, född 1837, död 1912, var en norsk skådespelare.
Hon hade en framgångsrik karriär som skådespelare 1853–1880. Efter sin scenkarriär blev hon metodistpredikant. Hon inkluderade frågor kring kvinnors rättigheter i sina predikningar. 

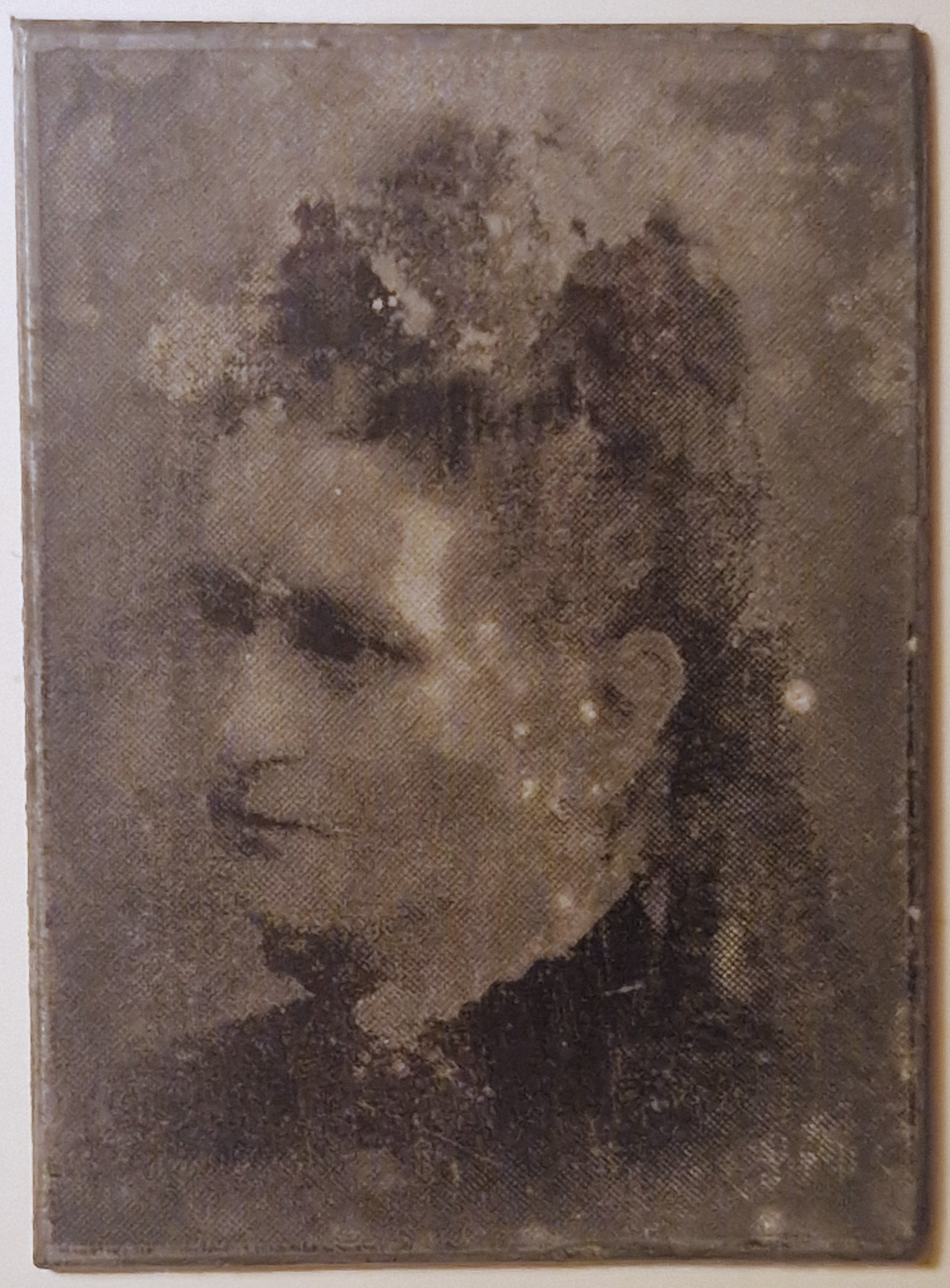
Daguerreotypi av Fredrikke Nielsen från 1860-talet.